# 牡蛎湾 (纽约州)
牡蛎湾（Oyster Bay）位于美国纽约州拿骚县的三个镇的最东部，是纽约大都会区的一部分，是拿骚县唯一从长岛北岸延伸到南岸的小镇。 截至2010年人口普查，全镇人口293144人。
牡蛎湾镇内共有18个村和18个乡村居民点。 美国邮政局已将这36个地点组织成20个不同邮局提供的30个不同的5位邮政编码。 每个邮局与村庄或村庄名称相同，但其边界很少相关。

## 外部連結
- 牡蠣灣官方網站 （页面存档备份，存于）
- 牡蠣灣城鎮地圖 （页面存档备份，存于）
- 牡蠣灣城鎮歷史